# Shannon Larkin

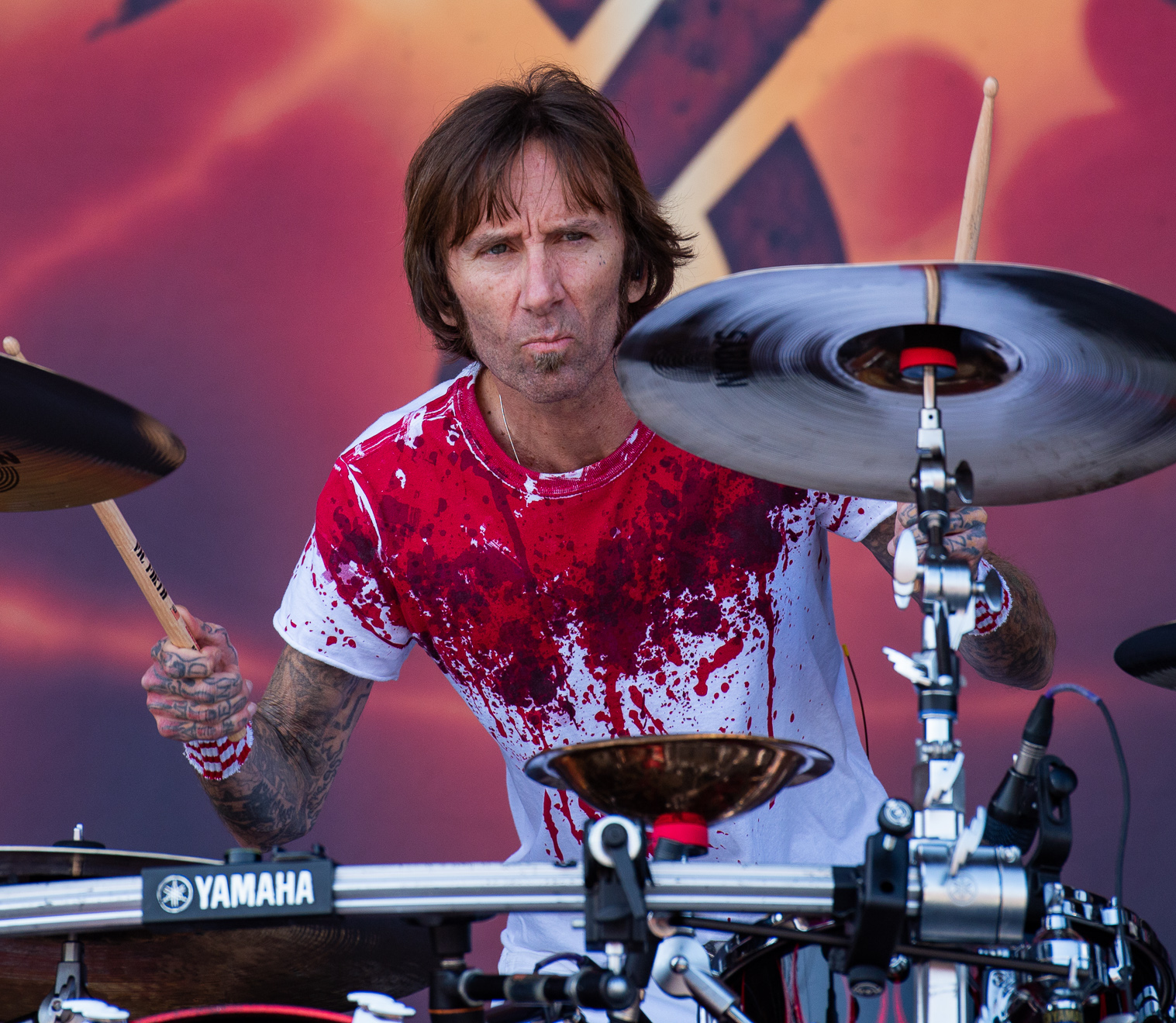
Larkin mit Godsmack, 2019

Shannon Larkin (* 24. April 1967 in Chicago, Illinois) ist ein US-amerikanischer Schlagzeuger, der vor allem durch seine Mitgliedschaft in der Rockband Godsmack bekannt wurde. Bereits zuvor spielte er für Amen, Candlebox, Ugly Kid Joe und Souls at Zero (bzw. deren Vorgänger Wrathchild America). Er ist auch als Sessionschlagzeuger tätig, so etwa für Vanilla Ice.

## Werdegang
Shannon Larkin begann im Alter von zehn Jahren mit dem Schlagzeugspielen. Seine Eltern waren Musikliebhaber und machten ihn mit der Musik von den Beatles, Johnny Cash, Elvis Presley, Creedence Clearwater Revival, Janis Joplin, Jimi Hendrix und The Who bekannt. Durch seine Schwester lernte er Rushs Album Hemispheres kennen und hörte auch die Musik von Led Zeppelin, worauf er Schlagzeug spielen wollte.
Mit seiner ersten Majorlabel-Band Wratchild America, die sich zuerst nur Wrathchild nannte, veröffentlichte er 1989 und 1991 zwei Alben, zwei weitere 1993 und 1994 mit Souls at Zero. Larkin wurde im Anschluss Mitglied bei Ugly Kid Joe. Aus einem Nebenprojekt namens MF Pitbulls formierte sich die Band Snot, deren Schlagzeuger Jamie Miller spielte später wiederum bei Souls at Zero. Larkin hatte ihn empfohlen. Später empfahl Miller Larkin wiederum bei Snot, mit denen Larkin so später das Tributalbum Strait Up einspielte.
2002 rief Sully Erna von Godsmack Shannon Larkin an. Larkin ersetzte daraufhin Tommy Stewart bei der Band und nahm bis heute vier Studioalben mit ihr auf. Seit 2010 ist Shannon Larkin wieder Mitglied der neu formierten Ugly Kid Joe.
Darüber hinaus war Larkin kurzzeitig für Stone Sour tätig. Auch mit Black Sabbath spielte er aushilfsweise beim Ozzfest 1997.

## Diskografie
| mit Amen - Amen (1999) - We Have Come for Your Parents (2001) - Death Before Musick (2004) mit Another Animal - Another Animal (2007) mit Candlebox - Happy Pills (1998) | mit Godsmack - Faceless (2003) - IV (2006) - The Oracle (2010) - 1000hp (2014) - When Legends Rise (2018) mit Snot - Strait Up (1999) | mit Souls at Zero - Souls at Zero (1993) mit Ugly Kid Joe - Menace to Sobriety (1995) - Motel California (1996) - Stairway to Hell (2012) mit Wrathchild America - Climbing the Walls (1989) - 3D (1991) |

als Session-Musiker
- 30/30-150 von Stone Sour
- Hard to Swallow von Vanilla Ice
- Worship and Tribute von Glassjaw
- Massive Grooves from the Electric Church of Psychofunkadelic Grungelism Rock Music von Poundhound (aka Doug Pinnick von King’s X)  1998